# Puliyankudi
Puliyankudi é uma cidade e um município no distrito de Tirunelveli, no estado indiano de Tamil Nadu.

## Demografia
Segundo o censo de 2001,  Puliyankudi  tinha uma população de 60,142 habitantes. Os indivíduos do sexo masculino constituem 50% da população e os do sexo feminino 50%. Puliyankudi tem uma taxa de literacia de 64%, superior à média nacional de 59.5%: a literacia no sexo masculino é de 73% e no sexo feminino é de 54%. Em Puliyankudi, 11% da população está abaixo dos 6 anos de idade.